# Conxa Juanola Pons
Conxa Juanola Pons   (Maó, 1958) és una política menorquina, va ser alcaldessa de Maó entre els anys 2015 i 2019.
Lligada a diversos moviments socials, ha format part de l'equip que va impulsar l'Escola de Natura des Castell a la dècada dels anys vuitanta. L'any 1992 assolia la presidència insular del GOB Menorca, i durant el període 2010 a 2014 va ocupar la presidència interinsular del GOB Balears.
Conxa Juanola va realitzar uns cursos de catalogació i va treballar en el Fons Local Col·lecció Hernández Mora, entre els anys 1988 i 1992. Després treballaria en diferents àrees de l'Ajuntament de Maó, així com la coordinació de l'UIMIR (l'any 2011) o l'administració de la Residència Geriàtrica de Maó (del 2012 al 2015).
Entre els anys 2005 i 2011 va ocupar la gerència del Teatre Principal de Maó. L'any 2015 es presentà a les eleccions de Maó i fou elegida alcaldessa com a representant del grup Ara Maó.